# جی هد
جی هد (انگلیسی: Jae Head؛ زادهٔ ۲۷ دسامبر ۱۹۹۶) هنرپیشه اهل ایالات متحده آمریکا است.
از فیلم‌ها یا برنامه‌های تلویزیونی که وی در آن نقش داشته‌است می‌توان به نقطه کور، هنکاک، مردان مجرد و بریوتاون اشاره کرد.